# The Classics
The Classics is een Nederlandse band, opgericht in 1967 in Stramproy (Limburg) en van oorsprong een showorkest. The Classics scoorden vooral in de jaren zeventig hits. De grootste successen waren "My Lady of Spain", "Sunshine Baby" en "Yellow Sun of Ecuador". Dat laatste nummer bereikte in België #1.  

## Samenstelling
Begin jaren 60 ontstond de groep the Classics uit de groep the Strangers (Harrie en Hub Broens; Ber Kwaspen en Renée (Broer) Janssen). Toen the Strangers stopten gingen Harrie Broens, 
Ber Kwaspen, Jan Dirkx en Pierre Hoeken verder onder de naam the Classics.
In 1964 moest Pierre Hoeken in militaire dienst en begin 1965 Jan Dirkx. Daarmee kwam tijdelijk een einde aan the Classics.
In 1966 besloot Jan Dirkx om opnieuw te beginnen, samen met zijn neef Ber Kwaspen en Harrie Broens, aangevuld met broer Ton Dirkx en René Munnecom. Het eerste optreden vond plaats 27 mei 1967. De leden van de groep begonnen met eigen liedjes te schrijven. De band bestond op dat moment uit Jan en Ton Dirkx, Ber Kwaspen, Harrie Broens en Renee Munnecom. In 1971 werd Ton Dirkx opgevolgd door Joep Beurskens (ex-Teddybears). In 1974 werd Rene Munnecom opgevolgd door Peter Gerits.
In mei 1977 besloot Jan Dirkx te stoppen als muzikant. Hij bleef alleen nog als manager van de groep actief. Hij werd vervangen door Huub Dijckmans. Deze vertrok na enkele jaren, waarop Jan Dirkx in de groep terugkeerde. In oktober 1980 verlieten Jan Dirkx en Joep Beurskens - wegens gezondheidsreden - de groep. Daarna zijn verschillende muzikanten ten tonele verschenen: Hans Metten, Dominique Picerno, Bart Drossaers en Gerard Opdebeeck. Het eerder behaalde succes van de groep werd niet meer bereikt. Ter gelegenheid van het 25-jarige bestaan van de groep werd in 1992 een eindconcert gegeven door de oude leden.

## Geschiedenis
In het begin trad de groep voornamelijk op in de regio en nam deel aan talentenjachten. Tijdens een van de optredens werd de band ontdekt door platenbaas Johnny Hoes. Hij bood de jongens een platencontract aan. De eerste single I only want to be with you werd een regionaal succes. De groep bestond op dat moment uit vijf personen met de in die tijd gebruikelijke bezetting: twee gitaren, basgitaar, toetsen en drums. Het repertoire van de groep bestond voornamelijk uit nummers van The Shadows, Cliff Richard, The Cats en andere hitparadeartiesten uit die periode.

### Vlaaiensound
De groep ontwikkelde al snel een eigen sound. Deze sound kenmerkte zich met name door de fijne samenzang en werd door Joost den Draaier de 'vlaaiensound' genoemd. Aanleiding daartoe waren de Limburgse vlaaien die Jan Dirkx vaak bij zich had bij zijn wekelijks bezoek aan de Hilversumse studio's. De vlaaiensound kan worden gezien als een tegenhanger van de palingsound uit Volendam.
In 1969 gingen The Classics opnieuw de studio in, deze keer voor het opnemen van Try it again, een eigen compositie; dit nummer werd later omgedoopt tot My Lady of Spain. Later zou blijken dat dit de basis was voor hun internationale successen. Toch duurde het nog tot 1972 voordat de plaat werd uitgebracht. Binnen enkele maanden werden meer dan 500.000 exemplaren verkocht. Er volgden tv-optredens in binnen- en buitenland. In de jaren hieropvolgend verschenen hits als: Yellow sun of Ecuador, Papa Peppone, My Russian lady, In Yucatan, Sunshine baby, Wings of an eagle en Gimme that horse.

###### Fanclub
The Classics verzamelden in de loop der jaren een grote groep fans om zich heen. Er ontstond een fanclub, geleid door Peter Aquarius. De club bracht een eigen blad uit, Skripto genaamd, waarin o.a. de agenda van The Classics werd gepubliceerd, nieuws over de groep werd geschreven en fanmail werd behandeld. Op het hoogtepunt had de fanclub meer dan 1000 betalende leden.

### Tegenwoordig
In 2001 richtten enkele leden de Classics Revival Band op.
De bezetting was: Harrie Broens: gitaar/zang, zijn zoon Rolph Broens: gitaar/toetsen/zang, Ber Kwaspen: drums/zang, Jo Hoofwijk: bas/zang.
Oud-zanger/gitarist Joep Beurskens overleed op 6 april 2005, drummer Ber Kwaspen op 21 januari 2007 en basgitarist René Munnecom op 16 december 2011.
Van 2010 tot 2020 was er weer een nieuwe bezetting van The Classics Revival Band. 
De bezetting was: Harrie Broens: gitaar/zang, Rolph Broens: gitaar/toetsen/zang, Erik Jeurninck: bas/zang, Edward Venbrucx: drums
The Classics Revival Band is in 2020 definitief gestopt.
Lead zanger van de band Harrie Broens werd 8 augustus 2025 80 jaar. Dat werd in een intieme familie- en vriendenkring gevierd. Hierbij trad Harrie ook op.

## Discografie

### Albums
| Album met eventuele hitnotering(en) in de Nederlandse Album Top 100 | Datum van verschijnen | Datum van binnenkomst | Hoogste positie | Aantal weken | Opmerkingen               |
| ------------------------------------------------------------------- | --------------------- | --------------------- | --------------- | ------------ | ------------------------- |
| Yellow Sun of Ecuador                                               | 1974                  |                       |                 |              |                           |
| Pappa Peppone                                                       | 1975                  |                       |                 |              |                           |
| Sunshine Baby                                                       | 1976                  | 21-8-1976             | 36              | 10           |                           |
| Sunshine Baby (And Other Sunny Songs)                               | 1976                  |                       |                 |              |                           |
| Greatest hits                                                       | 1975                  |                       |                 |              | 2LP                       |
| Ten years of Classics                                               | 1977                  |                       |                 |              |                           |
| Sweet Love to you                                                   | 1982                  |                       |                 |              |                           |
| Gouden troeven                                                      | 1984                  |                       |                 |              |                           |
| Classics Jubilate 20                                                | 1987                  |                       |                 |              |                           |
| A hour of Classics                                                  | 1988                  |                       |                 |              |                           |
| The best of The Classics                                            | 1990                  |                       |                 |              |                           |
| Hollands glorie                                                     | 2003                  |                       |                 |              |                           |
| Het allerbeste van The Classics                                     | 2004                  |                       |                 |              |                           |
| Greatest hits                                                       | 2010                  |                       |                 |              |                           |
| The Classics forever                                                | 2017                  |                       |                 |              | Als Classics Revival Band |
| The Classics 50 1967-2017 Het allerbeste van The Classics           | 2017                  |                       |                 |              | DVD & CD                  |
| Sweet love to go                                                    | 2018                  |                       |                 |              |                           |
| Greatest hits & more                                                | 06-03-2020            |                       |                 |              | 2CD                       |
| De Gouden jaren van Telstar                                         | 02-08-2024            |                       |                 |              | 2CD                       |

### Singles
| Single met eventuele hitnotering(en) in de Nederlandse Top 40 | Datum van verschijnen | Datum van binnenkomst | Hoogste positie | Aantal weken | Opmerkingen                   |
| ------------------------------------------------------------- | --------------------- | --------------------- | --------------- | ------------ | ----------------------------- |
| My lady of Spain                                              |                       | 3-6-1972              | 21              | 11           | #22 in de Daverende Dertig    |
| Hey what's your name                                          |                       | 11-8-1973             | tip             |              | #15 in de Tip 20              |
| Gimme that horse                                              |                       | 30-3-1974             | 18              | 7            | #15 in de Daverende Dertig    |
| If my heart was your heart                                    |                       | 3-8-1974              | tip             |              |                               |
| Yellow sun of Ecuador                                         |                       | 19-10-1974            | 5               | 10           | #4 in de Nationale Hitparade  |
| Papa Peppone                                                  |                       | 22-2-1975             | 24              | 5            | #16 in de Nationale Hitparade |
| My song is like a lovesong                                    |                       | 28-6-1975             | 30              | 3            | #13 in de Tip 30              |
| My Russian lady                                               |                       | 4-10-1975             | 14              | 7            | #14 in de Nationale Hitparade |
| Sunshine baby (Baby, let me taste your wine)                  |                       | 10-7-1976             | 10              | 10           | #8 in de Nationale Hitparade  |
| Wings of an eagle                                             |                       | 25-9-1976             | 15              | 8            | #20 in de Nationale Hitparade |
| Looking in the eyes of my Melanie                             |                       | 12-11-1977            | tip             |              |                               |

### DVD
| Dvd's met hitnoteringen in de DVD Top 30 | Datum van verschijnen' | Datum van binnenkomst | Hoogste positie | Aantal weken | Opmerkingen |
| ---------------------------------------- | ---------------------- | --------------------- | --------------- | ------------ | ----------- |
| Alle hits en meer                        | 20-10-2017             |                       |                 |              |             |
| 50 Jaar                                  | 18-05-2018             |                       |                 |              | + CD        |

## Verdere discografie, zonder bekende hitnoteringen
| Releasejaar | Titel en "B"kant                                                            |
| ----------- | --------------------------------------------------------------------------- |
| 1971        | I only want to be with you / May I take a giant step into your heart        |
| 1972        | Moonlight and stars / Skinny girl                                           |
| 1976        | Sodom and Gomorra / Come take my hand                                       |
| 1976        | It´s Christmas my darling / I wish you a merry Christmas                    |
| 1977        | (met o.a. Walkers & Rainbow) Vaan Eysde tot de Mookerhei / Es´t in Limburg… |
| 1977        | Emmylou / The Dustman                                                       |
| 1978        | Loflied aan Brevendia / Oos Truuke                                          |
| 1978        | (met Irene Lardy) A gipsy in his heart / Marlena                            |
| 1979        | Ashes and diamonds / Ho-la little lady                                      |
| 1981        | Sweet love to you / How does it feel                                        |
| 1982        | Lonely weekends / Dancing on the floor                                      |
| 1984        | The love I´m longing for / Don´t let me down                                |
| 1985        | Ola El Paso / Sweet talkin´ woman                                           |
| 1989        | Vaya con dios, goodbye, auf wiedersehen / In my life                        |

## NPO Radio 2 Top 2000
| Nummer met noteringen in de NPO Radio 2 Top 2000 | '00  | '01 | '02  | '03  | '04  | '05  | '06  | '07  | '08  |
| ------------------------------------------------ | ---- | --- | ---- | ---- | ---- | ---- | ---- | ---- | ---- |
| My Lady of Spain                                 | 1392 | -   | 1804 | 1381 | 1787 | 1839 | 1942 | 1669 | 1729 |

1. ↑  Een '-' betekent dat het nummer niet was genoteerd en een vetgedrukt getal geeft de hoogste notering aan.
2. ↑  2000 was het eerste jaar met een notering voor dit nummer.
3. ↑  Deze tabel is bijgewerkt tot en met de meest recente editie (2024).